# Orden eólico

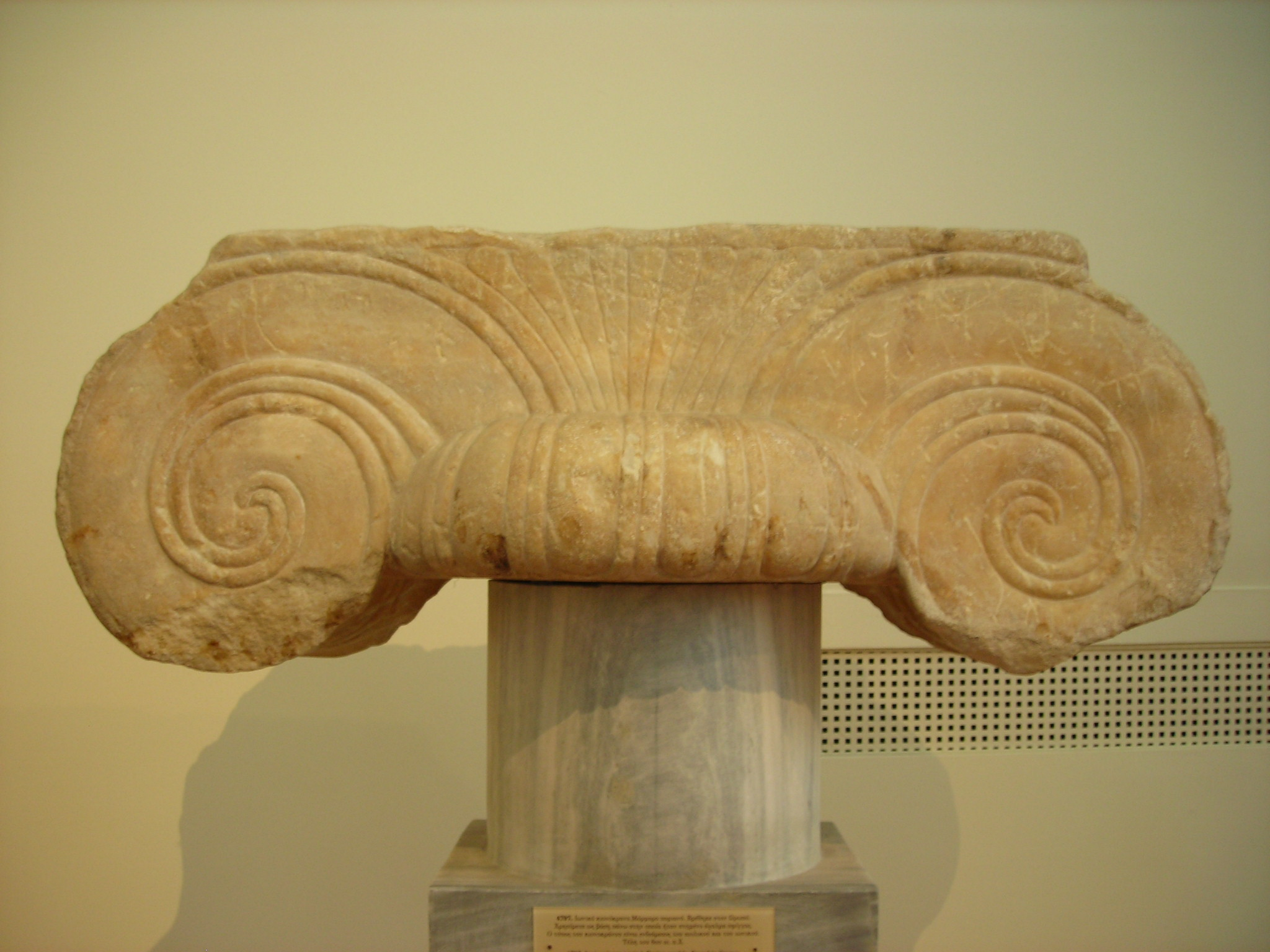
Capitel eólico de Atenas

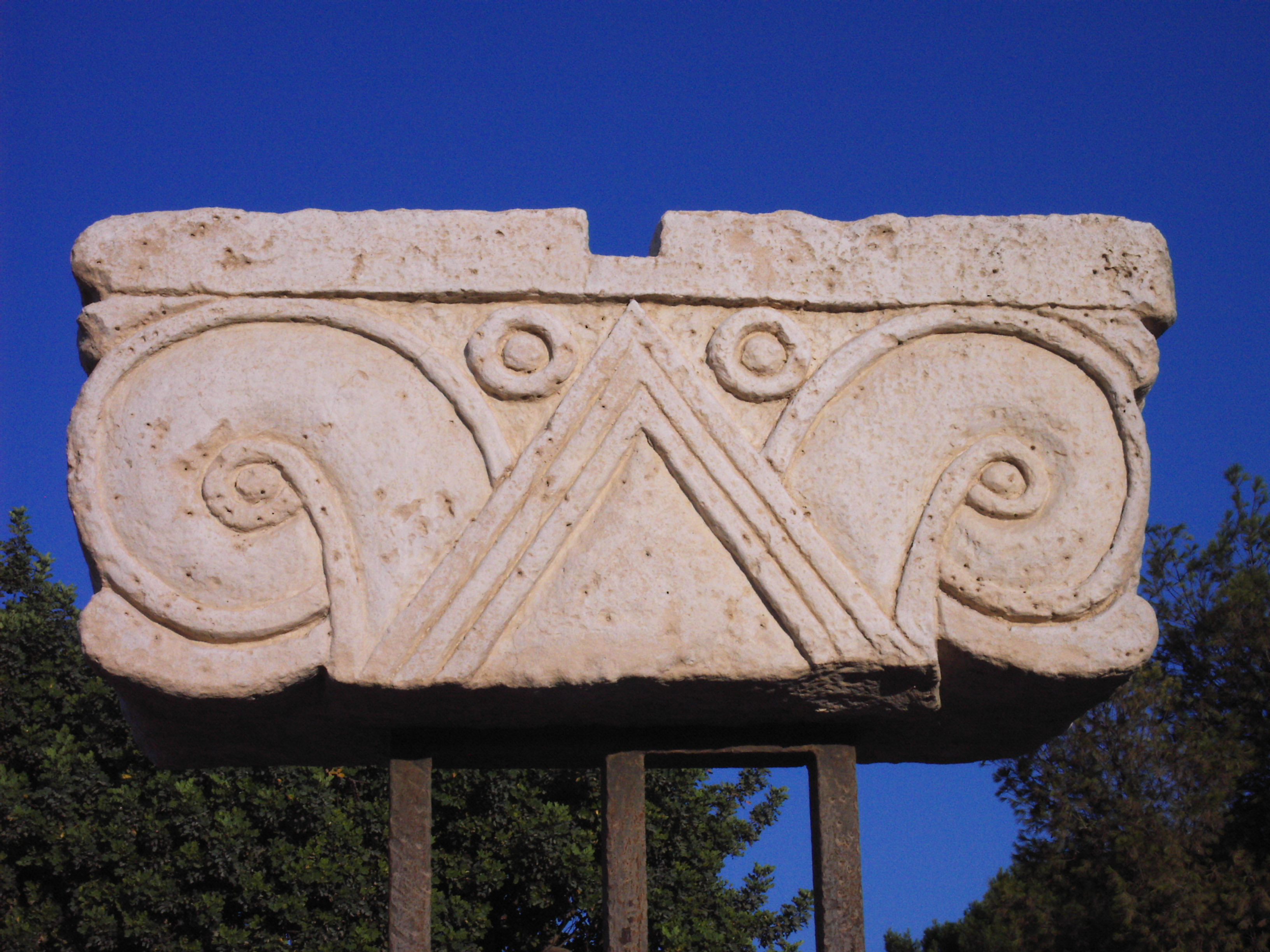
Capitel proto-eólico de Ramat Rachel, Palestina

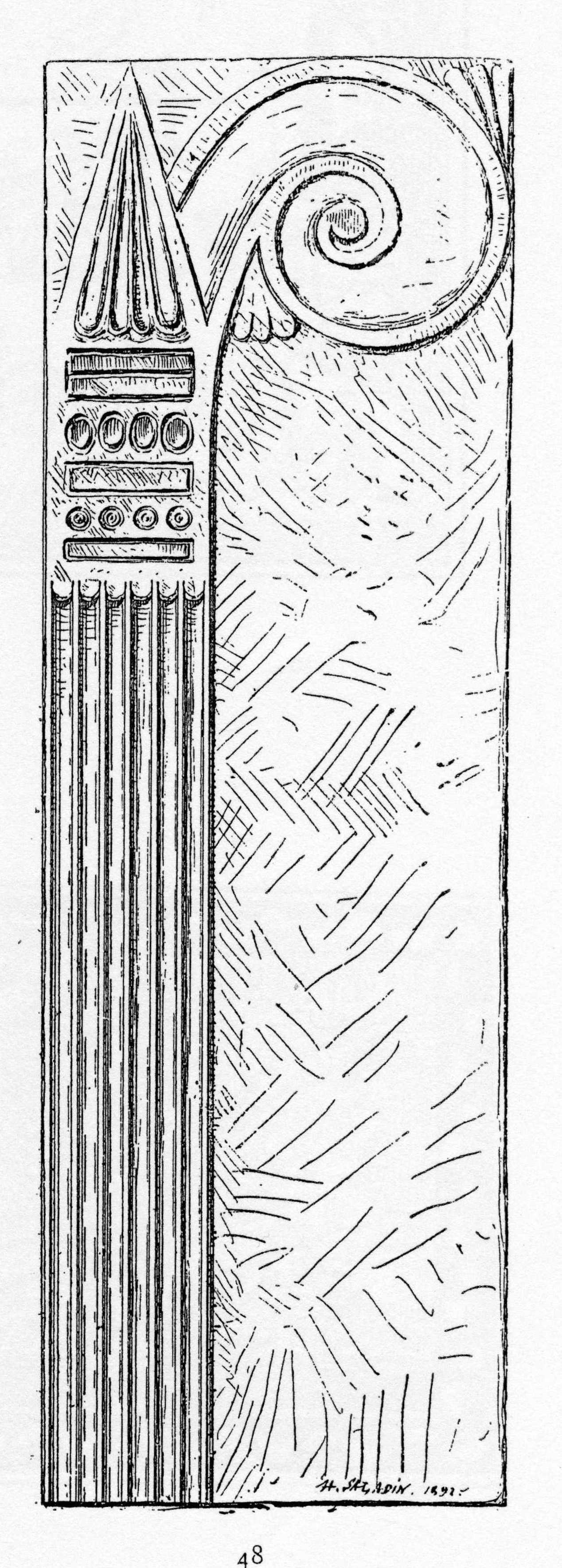
Columna eólica de una jamba de puerta con pilastra y medio-capitel, en el Museo nacional del Bardo (Túnez)

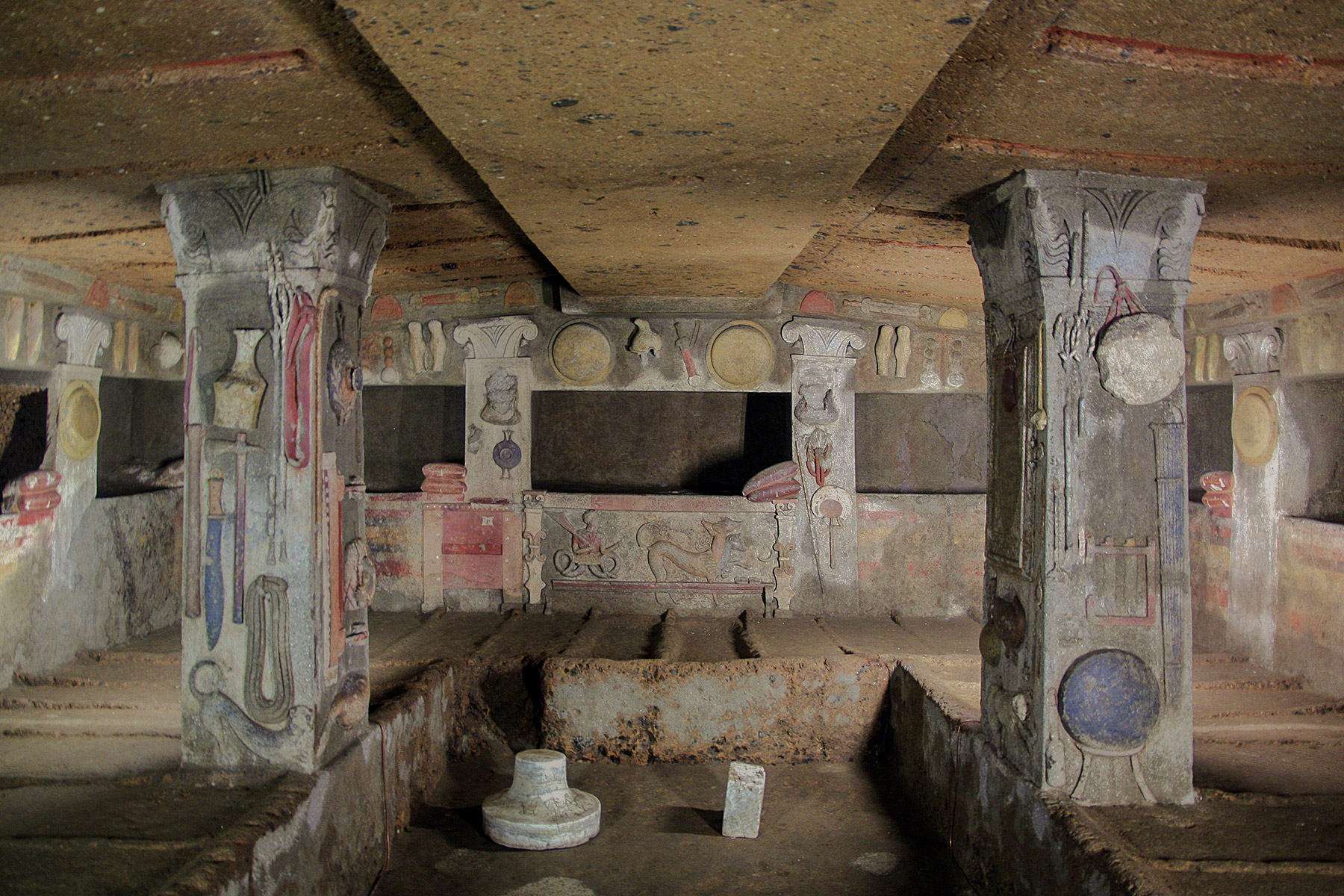
Capiteles eólicos en la Tumba etrusca de los Relieves, en Cerveteri

El orden eólico o eoliano fue un orden de la arquitectura clásica originario del noroeste de Asia Menor (actual Anatolia, Turquía), pero se puede encontrar en los templos de Sicilia. Su nombre proviene de la zona de la actual Turquía llama Eólida durante la antigüedad. Este orden arquitectónico tiene mucho en común con el orden jónico, pero difiere en su capitel, donde se encuentra una palmeta entre dos volutas en lugar de estar unidas horizontalmente por una forma en la parte superior del capitel. Muchos ejemplos también muestran detalles simplificados en comparación con el jónico.

## Historia
Los ejemplos supervivientes más antiguos del orden eólico son contemporáneos del nacimiento del orden jónico y del dórico en el siglo VI a. C., pero algunos investigadores consideran que el estilo jónico sería un desarrollo del orden eólico mientras otros consideran que el orden eólico constituye en cambio una simplificación del jónico.
El orden dejó de ser usado al final de la época arcaica.
La forma se desarrollaría en el noroeste de Asia Menor y en las capitales sirias y fenicias. También se ha encontrado en algunos templos en Sicilia y en la antigua Palestina,  y se llama así porque su origen se encuentra en Eólida.
Algunas tumbas etruscas muestran un capitel similar, con dos grandes volutas que no están tumbadas, pero no hay palmetas en el centro.

## Ejemplos
- Santuario de Klopédi cerca de Aghia Paraskévi, en la isla de Lesbos.
- Descubrimiento submarino proveniente de La Caleta, Museo de Cádiz.